# Майкл Кідд-Гілкріст
Майкл Ентоні Едвард Кідд-Гілкріст (англ. Michael Anthony Edward Kidd-Gilchrist, нар. 26 вересня 1993, Філадельфія, США) — американський професіональний баскетболіст, легкий форвард і важкий форвард.

## Ігрова кар'єра
На університетському рівні грав за команду Кентакі (2011–2012), у складі якої став чемпіоном NCAA.
2012 року був обраний у першому раунді драфту НБА під загальним 2-м номером командою «Шарлотт Бобкетс». За підсумками свого дебютного сезону в НБА був включений до другої збірної новачків.
26 серпня 2015 року підписав новий чотирирічний контракт з «Шарлотт» на суму 52 млн доларів.
11 лютого 2020 року приєднався до команди Даллас Маверікс. Він дебютував 21 лютого 2020 року перемогою 122–106 над «Орландо Меджик».
28 листопада 2020 року перейшов до складу «Нью-Йорк Нікс», але 19 грудня був відрахований з команди.

## Статистика виступів в НБА

### Регулярний сезон
| Сезон             | Команда           | GP  | GS  | MPG  | FG%  | 3P%  | FT%  | RPG | APG | SPG | BPG | PPG  |
| ----------------- | ----------------- | --- | --- | ---- | ---- | ---- | ---- | --- | --- | --- | --- | ---- |
| 2012–13           | «Шарлотт Бобкетс» | 78  | 77  | 26.0 | .458 | .222 | .749 | 5.8 | 1.5 | .7  | .9  | 9.0  |
| 2013–14           | «Шарлотт Бобкетс» | 62  | 62  | 24.2 | .473 | .111 | .614 | 5.2 | .8  | .7  | .6  | 7.2  |
| 2014–15           | «Шарлотт Горнетс» | 55  | 52  | 28.9 | .465 | .000 | .701 | 7.6 | 1.4 | .5  | .7  | 10.9 |
| 2015–16           | «Шарлотт Горнетс» | 7   | 7   | 29.3 | .541 | .429 | .690 | 6.4 | 1.3 | .4  | .4  | 12.7 |
| 2016–17           | «Шарлотт Горнетс» | 81  | 81  | 29.0 | .477 | .111 | .784 | 7.0 | 1.4 | 1.0 | .9  | 9.2  |
| 2017–18           | «Шарлотт Горнетс» | 74  | 74  | 25.0 | .504 | .000 | .684 | 4.1 | 1.0 | .7  | .4  | 9.2  |
| 2018–19           | «Шарлотт Горнетс» | 64  | 3   | 18.4 | .476 | .340 | .772 | 3.8 | 1.0 | .5  | .6  | 6.7  |
| 2019–20           | «Шарлотт Горнетс» | 12  | 0   | 13.3 | .340 | .294 | .778 | 2.9 | .8  | .0  | .3  | 4.0  |
| 2019–20           | «Даллас Маверікс» | 13  | 0   | 9.3  | .308 | .000 | .800 | 2.5 | .3  | .2  | .2  | .9   |
| Усього за кар'єру | Усього за кар'єру | 446 | 356 | 24.6 | .474 | .272 | .715 | 5.4 | 1.2 | .7  | .7  | 8.4  |

### Плей-оф
| Сезон             | Команда           | GP | GS | MPG  | FG%  | 3P%  | FT%  | RPG | APG | SPG | BPG | PPG |
| ----------------- | ----------------- | -- | -- | ---- | ---- | ---- | ---- | --- | --- | --- | --- | --- |
| 2014              | «Шарлотт Бобкетс» | 4  | 4  | 22.8 | .519 | .000 | .600 | 6.5 | 1.5 | .0  | .5  | 8.5 |
| 2020              | «Даллас Маверікс» | 6  | 0  | 9.2  | .286 | .222 | .667 | 1.0 | .5  | .2  | .2  | 2.3 |
| Усього за кар'єру | Усього за кар'єру | 10 | 4  | 14.6 | .439 | .200 | .625 | 3.2 | .9  | .1  | .3  | 4.8 |

## Особисте життя
У віці трьох років втратив батька, який загинув від вогнепальних поранень. 
Дажуан Вагнер — його двоюрідний брат.
2011 року офіційно змінив своє прізвище з Гілкріст на Кідд-Гілкріст, таким чином віддавши шану своєму дядькові Дарріну Кідду, який був важливою частиною його життя.
заїкається, через що рідко дає інтерв'ю.